# Ladislav Zavrtal
Ladislav Zavrtal   (Milà, 29 de setembre de 1849 - Griante, 29 de gener de 1942), nom complet Ladislav Josef Filip Pavel Zavrtal (el primer nom també escrit com Ladislao Joseph Philip Paul i els cognoms Saverthal, Sawerthal, Zavertal, Zaverthal i Zavrthal) fou un compositor musical, director i violista italo-txec. Era fill del compositor i director de banda militar txec Václav Hugo Zavrtal i de la cantant d'òpera italiana Carlotta Maironi da Ponte.
És distingit com a compositor i sobretot com a director d'orquestra. Actuà molts com a tal als teatres d'Itàlia, establint-se finalment al Regne Unit, residint primer a Glasgow i després a Woolwich, on va assumir la direcció de la banda del Reial Regiment d'Artilleria, que sota la seva guia va arribar a ser una de les millors de l'exèrcit anglès, sinó la millor.
Va compondre i estrenar amb èxit les òperes Una notte a firenze, estrenada a Praga el 1886: Mirra, donada conèixer també a Praga el 1886 i Love's Magie, representada amb gran èxit a Woolwich, el 1890.
També va compondre diverses simfonies i música de cambra.
Era membre de la Acadèmia de Santa Cecília, de Roma, i entre les condecoracions que se li van concedit i figuraven la de la Corona d'Itàlia, la d'Ernestina de Coburg-Gotha i la medalla del Jubileu.